# Gina (telenovela)
Gina é uma telenovela brasileira produzida e exibida pela TV Globo de 26 de junho a 6 de outubro de 1978, em 90 capítulos. Substituiu Maria, Maria e foi substituída por A Sucessora, sendo a 15ª "novela das seis" exibida pela emissora.
Escrita por Rubens Ewald Filho, baseada no romance homônimo de Maria José Dupré, teve direção de Sérgio Mattar e supervisão geral de Herval Rossano.
Contou com Christiane Torloni, Emiliano Queiroz, Louise Cardoso, Arlindo Barreto, Castro Gonzaga e Theresa Amayo nos papéis principais.

## Enredo
A novela retrata as diferentes fases da vida de Gina, protagonista do romance homônimo de Maria José Dupré. A primeira fase tem início em 1956, quando a jovem conclui seus estudos no Instituto de Educação e decide sair de casa devido aos conflitos com a madrasta Julica e a meio-irmã Zelinda, com quem sempre viveu em desacordo. A segunda fase se passa em 1958, quando Gina, após uma decepção amorosa com Marcelo, viaja para Nova York para aprimorar sua técnica de pintura com a ajuda do amigo Olegário, um negociante de artes famoso. Lá, ela conhece Fernando, um diplomata brasileiro, e se apaixona por ele. Na terceira fase, em 1978, Gina está casada com Fernando e é mãe de dois filhos, Helena e Jorge. Ela começa a ter reconhecimento como artista plástica, mas precisa lidar com problemas familiares, incluindo as intrigas da invejosa Mirtes, que tenta prejudicar a vida da protagonista com boatos maliciosos.

## Elenco

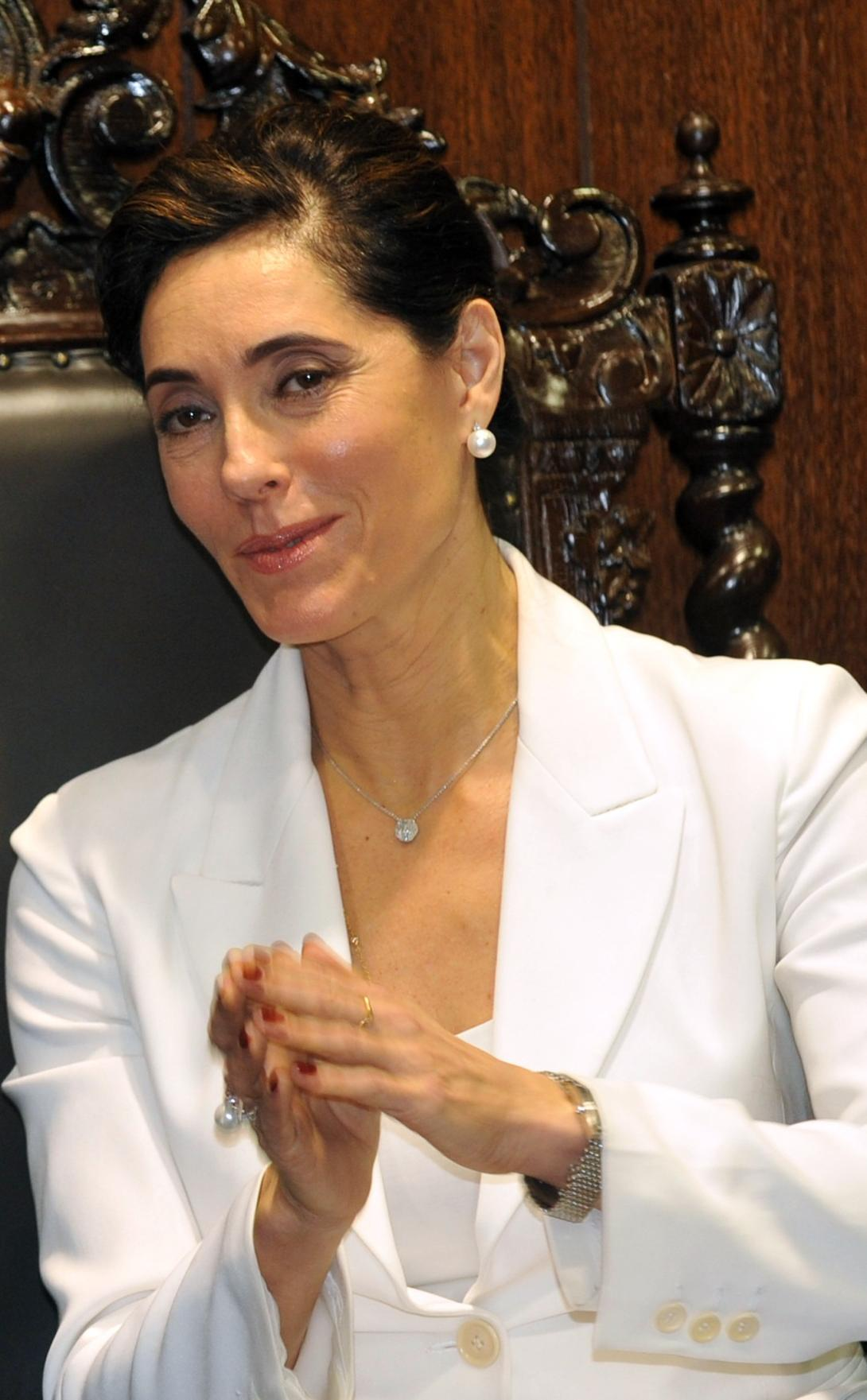
Christiane Torloni interpretou a protagonista Gina.

| Ator/Atriz          | Personagem                   |
| ------------------- | ---------------------------- |
| Christiane Torloni  | Gina Perrone                 |
| Theresa Amayo       | Mirtes                       |
| Louise Cardoso      | Helena Perrone Abreu         |
| Emiliano Queiroz    | Fernando Abreu               |
| Luiz Orioni         | Pasquale Perrone             |
| Castro Gonzaga      | Olegário                     |
| Paulo Ramos         | Osório                       |
| Miriam Pires        | Julica                       |
| Fátima Freire       | Zelinda                      |
| Diogo Vilela        | Afonso                       |
| Ankito              | Deolindo                     |
| Arlindo Barreto     | Fernandinho                  |
| Tetê Pritzl         | Gracinha                     |
| Joyce de Oliveira   | Do Carmo                     |
| Élcio Romar         | Amadeu                       |
| Denise Dumont       | Beth                         |
| Antônio Patiño      | Pepino                       |
| Lauro Góes          | Zeca                         |
| Ricardo Wanick      | Marcelo                      |
| Arlindo Barreto     | Jorge Perrone Abreu          |
| Jacques Lagoa       | Renato                       |
| Paulo Pinheiro      | Augusto                      |
| Patrícia Figueiredo | Celeste                      |
| Jacques Lagoa       | Renatinho                    |
| Geir Macedo Soares  | Joacir                       |
| Elisabeth Buarque   | Silvia                       |
| Pietro Mário        | Isaías                       |
| Lia Farrel          | Dora                         |
| Cauê Filho          | Médico                       |
| Clemente Viscaíno   | Diretor da escola            |
| Marcelo Vicchi      | Renatinho (criança)          |
| Moacyr Deriquém     | Embaixador (último capítulo) |

## Exibição

### Outras Mídias
Nunca reprisada, foi disponibilizada pelo Globoplay em 15 de abril de 2024, através do projeto Fragmentos, que visa resgatar obras incompletas, na qual tiveram suas mídias perdidas no incêndio de 1976 ou com a gravação de outros produtos em cima por questões econômicas. Foram preservados apenas seis capítulos da trama: os capítulos 01, 02, 45, 46, 89 & 90.
Em 1980, a gestão da Rede Globo considerou uma reprise da telenovela mas não foi adiante sendo então trocada por A Sombra dos Laranjais.

## Recepção
A novela não conseguiu boa repercussão da crítica e público, o motivo por trás disso (na opinião de Ismael Fernandes) era que a trama "não possuía base para uma novela diária, impedindo a sustentação do autor durante os 90 capítulos exibidos". A autora Maria José Dupré não gostou da adaptação, preferindo assistir Dancin' Days.
A colunista Helena Silveira escrevendo para a Folha de S.Paulo em 12 de agosto de 1978 foi bastante negativa sobre a telenovela:

Está terminando uma das piores novelas das 18 horas da Globo. A Srª Leando Dupré, a estas alturas, deve sentir-se traída sem apelações e desculpas. (…) Esse horário tem uma produção cuidada. (…) Neste Gina, o maquiador torna todos os artistas saídos de grêmios infantojuvenis. Toma polvilho na cabeça, mecha branca na testa sem rugas. (…) Dentro dos disparates narrativos há pouco a fazer. Christiane Torloni, que se saíra razoavelmente em outras interpretações, parece, agora, vencer o páreo da pior. (…) Em Rubens Ewald Filho recairá o peso da falência de Gina? Mas anteriormente, de parceria com Silvio de Abreu, ele nos havia dado na Tupi uma quase obra-prima, com o roteiro de Éramos Seis (1977). Gina parece–me fruto da pressa e de desencontros. No mais, tudo é um equívoco, surpreendente, na Globo, completamente fora do seu padrão de qualidade.”
Sobre a sua caracterização na trama como uma senhora de 40 anos enquanto estava na fase dos 20, a atriz Christiane Torloni comenta que chega a ser engraçado o ocorrido.

## Trilha sonora
Fonte: Teledramaturgia
1. "Eu Preciso de Você" - Sílvia Telles
2. "Lua Cheia" - Quarteto Em Cy
3. "Castigo" - Lúcio Alves
4. "Até Quem Sabe?" - João Donato
5. "Quero-te Assim" - Tito Madi
6. "Diz Que Fui Por Aí" - Nara Leão
7. "Você e Eu" - Sílvia Telles
8. "Você" - Dick Farney e Norma Benguell
9. "Coração Vagabundo" - Caetano Veloso e Gal Costa
10. "O Nosso Olhar" - Sérgio Ricardo
11. "Desafinado" - João Gilberto
12. "Pra Dizer Adeus" - Edu Lobo e Maria Bethânia
13. "Berimbau" - Baden Powell
14. "Se Todos Fossem Iguais a Você" - Agostinho dos Santos

- All For A Reason - Alessi Brothers
- Get Up And Go - Pilot
- In Hollywood - Village People
- Lady America - Voyage
- Lady Love - Lou Rawis
- Let's All Chant - The Michael Zager Band
- Nature Boy - George Benson

Sonoplastia: Guerra Peixe Filho
Coordenação geral: Guto Graça Mello
Direção de produção: Aloysio de Oliveira

Pesquisa de repertório: Arnaldo Schneider